# OCaml
OCaml(Objective Caml, /oʊˈkæməl/)은 ML 언어의 방언인 Caml 프로그래밍 언어의 주요 구현체로서 Xavier Leroy, Jérôme Vouillon, Damien Doligez, Didier Rémy 등의 사람들이 1996년에 작성하였다. OCaml은 INRIA에서 주도적으로 관리하고 유지하는 오픈 소스 프로젝트이다.
OCaml은 Caml 언어의 핵심 부분에 객체 지향 구조를 추가한 것이다.
OCaml의 특징은 정적 타입 시스템, 타입 추론, 파라메트릭 폴리모피즘, 패턴 매칭, 펑터, 예외 처리, 쓰레기 수집 등이다.
Ocaml 도구 모음에는 대화식의 톱 레벨(top level) 인터프리터, 바이트코드 컴파일러, 최적화 컴파일러 등이 포함되어 있다. 또한 많은 표준 라이브러리들이 포함되어 있고 탄탄한 모듈 방식 및 대형 소프트웨어에 적용 가능한 객체 지향 프로그래밍 구조 등을 가지고 있어서, 파이썬이나 펄과 같은 언어들로 응용 프로그램을 작성해야 하는 경우에 Ocaml도 충분히 유용하게 사용할 수 있다.
Ocaml은 Caml Light를 계승하였다. CAML은 Categorical Abstract Machine Language의 머리글자이지만, Ocaml은 abstract machine(추상 기계) 기능을 삭제하였다.

## 예제
- 헬로 월드 프로그램

```
print_endline
 
"Hello World!"

```

- 피보나치 수 프로그램

```
let
 
rec
 
fib_aux
 
n
 
a
 
b
 
=

  
match
 
n
 
with

  
|
 
0
 
->
 
a

  
|
 
_
 
->
 
fib_aux
 
(
n
 
-
 
1
)
 
b
 
(
a
+
b
)

let
 
fib
 
n
 
=
 
fib_aux
 
n
 
0
 
1

```

- 퀵소트

```
let
 
rec
 
qsort
 
=
 
function

   
|
 
[]
 
->
 
[]

   
|
 
pivot
 
::
 
rest
 
->

       
let
 
is_less
 
x
 
=
 
x
 
<
 
pivot
 
in

       
let
 
left
,
 
right
 
=
 
List
.
partition
 
is_less
 
rest
 
in

       
qsort
 
left
 
@
 
[
pivot
]
 
@
 
qsort
 
right

```